# Кузаков, Степан Алексеевич
Степан Алексеевич Кузаков (14 сентября 1914 года, д. Воронино (ныне — Киренский район Иркутской области) — 23 апреля 1991 года, Иркутск) — старшина Рабоче-крестьянской Красной Армии, участник Великой Отечественной войны, Герой Советского Союза (1945).

## Биография
После окончания школы-семилетки и школы фабрично-заводского ученичества работал слесарем-мотористом на судовой ремонтно-эксплуатационной базе. В 1936—1938 годах служил в Рабоче-крестьянской Красной Армии. Демобилизовавшись, работал сначала военруком в школе, затем в райсовете Осоавиахима. В июне 1941 года Кузаков повторно был призван в армию. Учился в Черниговском военно-инженерном училище, но не окончил его и в том же году был направлен на фронт.
К апрелю 1945 года гвардии старшина Степан Кузаков командовал сапёрным взводом 304-го гвардейского стрелкового полка 100-й гвардейской стрелковой дивизии 39-го гвардейского стрелкового корпуса 9-й гвардейской армии 3-го Украинского фронта. Отличился во время боёв в Австрии. 10 апреля 1945 года во время боя в центре Вены Кузаков под массированным вражеским огнём успешно обезвредил мины, предотвратив взрыв единственного целого моста через Дунайский канал, что способствовало успешному продвижению войск вперёд. Несмотря на полученное ранение, он продолжал выполнять возложенные на него обязанности.
Указом Президиума Верховного Совета СССР от 29 июня 1945 года за «проявленные при выполнении воинского долга мужество и героизм» гвардии старшина Степан Кузаков был удостоен высокого звания Героя Советского Союза с вручением ордена Ленина и медали «Золотая Звезда» за номером 8044.
После окончания войны Кузаков был демобилизован. Проживал сначала на родине, затем в Кишинёве и Иркутске. После окончания совпартшколы находился на профсоюзной работе.
Похоронен в Иркутске.
Был также награждён тремя орденами Отечественной войны 1-й степени и рядом медалей.